# Chieko Nakakita
Chieko Nakakita (中北千枝子, Nakakita Chieko) est une actrice japonaise née le 21 mai 1926 et morte le 13 septembre 2005

## Biographie
Chieko Nakakita a tourné dans près de 120 films entre 1940 et 1983.

### Vie privée
En 1950, elle épouse le producteur Tomoyuki Tanaka avec qui elle a trois fils, et une fille adoptive nommée Mieko.

## Filmographie partielle
- 1944 : Le Plus Beau (一番美しく, Ichiban utsukushiku?) d'Akira Kurosawa : étudiante
- 1945 : Chante soleil ! (歌へ！太陽, Utae! Taiyō?) de Yutaka Abe
- 1946 : Midori no fūrusatō (緑の故郷?) de Kunio Watanabe
- 1946 : Ceux qui bâtissent l'avenir (明日を作る人々, Asu o tsukuru hitobito?) d'Akira Kurosawa, Hideo Sekigawa et Kajirō Yamamoto : Yoshiko Okamoto
- 1946 : Juichinin no jogakusei (十一人の女学生?) de Motoyoshi Oda
- 1946 : Je ne regrette rien de ma jeunesse (わが青春に悔なし, Waga seishun ni kuinashi?) d'Akira Kurosawa
- 1947 : Encore une fois (今ひとたびの, Ima hitotabi no?) de Heinosuke Gosho : l'infirmière Kimura
- 1947 : Un merveilleux dimanche (素晴らしき日曜日, Subarashiki nichiyobi?) d'Akira Kurosawa : Masako
- 1948 : L'Ange ivre (酔いどれ天使, Yoidore Tenshi?) d'Akira Kurosawa : l'infirmière Miyo
- 1949 : Le Duel silencieux (静かなる決闘, Shizukanaru ketto?) d'Akira Kurosawa : Takiko Nakada
- 1950 : Rapport sur la conduite du professeur Ishinaka (石中先生行状記, Ishinaka sensei gyōjoki?) de Mikio Naruse
- 1950 : La Bête blanche (白い野獣, Shiroi yaju?) de Mikio Naruse : Ono Yoko
- 1952 : La Mère (おかあさん, Okaasan?) de Mikio Naruse : Noriko
- 1952 : L'Éclair (稲妻, Inazuma?) de Mikio Naruse : Ritsu
- 1952 : Oka wa hanazakari (丘は花ざかり?) de Yasuki Chiba
- 1953 : Un couple (夫婦, Fūfu?) de Mikio Naruse : Mlle Akamatsu
- 1953 : Épouse (妻, Tsuma?) de Mikio Naruse : Eiko Matsuyama
- 1953 : Lettre d'amour (恋文, Koibumi?) de Kinuyo Tanaka : Mary
- 1954 : Le Grondement de la montagne (山の音, Yama no oto?) de Mikio Naruse : Fusako
- 1956 : Vampire Moth (吸血蛾, Kyuketsuki-ga?) de Nobuo Nakagawa
- 1956 : Printemps précoce (早春, Soshun?) de Yasujirō Ozu : Sakae Tominaga
- 1956 : Arashi (嵐?) de Hiroshi Inagaki : Osaki
- 1956 : Le Cœur d'une épouse (妻の心, Tsuma no kokoro?) de Mikio Naruse : Kaharu
- 1956 : Au gré du courant (流れる, Nagareru?) de Mikio Naruse : Yoneko
- 1956 : Pluie soudaine (驟雨, Shūu?) de Mikio Naruse : Toki Kurobayashi
- 1958 : L'Homme au pousse-pousse (無法松の一生, Muhomatsu no issho?) de Hiroshi Inagaki : la belle-sœur de Yoshiko
- 1958 : Anzukko (杏っ子, Anzukko?) de Mikio Naruse
- 1959 : Le Sifflement de Kotan (コタンの口笛, Kotan no kuchibue?) de Mikio Naruse
- 1960 : Kuroi gashū: Aru sarariman no shōgen (黒い画集 あるサラリーマンの証言?) de Hiromichi Horikawa : Kuniko Ishino
- 1960 : Filles, épouses et une mère (娘・妻・母, Musume tsuma haha?) de Mikio Naruse : Kiku Totsuka
- 1961 : La Dernière Guerre de l'Apocalypse (世界大戦争, Sekai daisenso?) de Shūei Matsubayashi
- 1961 : La Nuit des femmes (女ばかりの夜, Onna bakari no yoru?) de Kinuyo Tanaka : Yoshi Takagi
- 1961 : Comme épouse et comme femme (妻として女として, Tsuma to shite onna to shite?) de Mikio Naruse
- 1963 : L'Histoire de la femme (女の歴史, Onna no rekishi?) de Mikio Naruse : la belle-sœur de Nobuko
- 1966 : L'Étranger à l'intérieur d'une femme (女の中にいる他人, Onna no naka ni iru tanin?) de Mikio Naruse
- 1966 : Godzilla, Ebirah et Mothra : Duel dans les mers du sud (ゴジラ・エビラ・モスラ 南海の大決闘, Gojira, Ebirâ, Mosura: Nankai no daiketto?) de Jun Fukuda : Mme Kane
- 1983 : C'est dur d'être un homme : La Chanteuse (男はつらいよ 旅と女と寅次郎, Otoko wa tsurai yo: Tabi to onna to Torajirō?) de Yōji Yamada : Hisako

## Récompenses et distinctions
- 1953 : Prix du film Mainichi du meilleur second rôle féminin pour L'Éclair, La Mère et Oka wa hanazakari[2]
- 1953 : Prix Blue Ribbon du meilleur second rôle féminin pour L'Éclair et Oka wa hanazakari[3]